# 灣裡保安宮
22°55′31″N 120°10′50″E / 22.925199°N 120.180609°E
灣裡保安宮位於臺灣臺南市南區，主祀五府池千歲:15。因為位在灣裡山仔後黃氏宗族聚居的角頭，早期信眾幾乎全是黃姓家族，而有「姓黃仔王宮」的別稱:15，為松安里的角頭廟。
保安宮保有葉進祿的剪黏、潘麗水的門神彩繪與梁枋畫、蔡草如的神龕壁畫與施弘毅的石雕，使得該廟雖然並非古廟但在藝術上仍相當具有保存價值。

## 沿革
據說日本時期昭和十六年（1941年）4月12日，有一艘一尺八寸的小型王船漂到灣裡萬年殿前的港仔。該王船一說遭趕來的灣裡派出所巡查當場砸毀，一說被帶回派回派出所內調查:23。雖然船上並未有神明金身，但據說保安宮主神五府池千歲的神靈即在該王船上，後來選上灣裡山仔後一個名叫黃棟的人為乩身:23。
二次大戰後，眾信眾邀請當時的執事人黃超群、黃棟、黃進法、黃登山、黃金玩、黃老豹等人於民國卅五年（1946年）發起建廟，並在該年落成:25。當時的保安宮只有正殿與拜亭，規模不大:25。民國四十三年（1954年）9月，保安宮向臺南市政府申請寺廟登記，採行管理人制:25。每年由信眾選出五人於神前抽籤，決定管理人:25。後來在民國四十九年（1960年）成立董監事會，並進行修廟:25。
民國六十三年（1974年）因廟宇老舊，於是成立重建委員會重建廟宇，於民國六十七年（1978年）落成:26。民國七十三年（1984年）保安宮建醮後，為增建兩側廟室，所剩經費用於購置廟埕北側115坪土地，又以地易地取得南側土地:26。最後兩側廟室與鐘鼓樓工程在民國七十九年（1990年）3月完工，奠定現今廟貌:26。
民國一百年（2011年）9月，保安宮成立管理委員會:27。而後在民國一百零三年再次修廟:27。

## 祀神
該廟祀奉的神明，除了五府池千歲外，尚有老池王爺、觀世音菩薩、七娘媽、金姑娘、朱府三千歲、一品元帥、福德正神、註生娘娘、虎將公等:15。老池王爺是當年黃棟家裡的「祖佛」，據說過去曾在高雄市永安區烏林投仔一帶立有事蹟:23。觀世音菩薩、七娘媽、金姑娘等神據說是在五府池千歲來到灣裡後相繼蒞臨顯化，常為信眾把脈抓藥:23。朱府三千歲、一品元帥也是在當地過去有傳染病流行的背景下出現的神明，此外據說朱府三千歲還擅長卜卦與排陣:23。福德正神與註生娘娘則是在1978年重建廟宇時增祀的神明:26。
| 神明聖誕千秋:28 | 神明聖誕千秋:28 |
| --------------- | --------------- |
| 日期（農曆）    | 神明            |
| 三月五日        | 註生娘娘        |
| 三月十六日      | 五府池千歲      |
| 四月廿四日      | 一品元帥        |
| 五月五日        | 朱府三千歲      |
| 六月十八日      | 老池王爺        |
| 七月七日        | 七娘媽          |
| 八月十六日      | 福德正神        |
| 九月十九日      | 觀世音菩薩      |
| 十月二日        | 金姑娘          |

## 活動
過去在元宵節，保安宮會舉行「乞龜」活動，但已停辦多年:28。而在農曆七月十三日時，保安宮會在廟埕舉辦中元普渡:28。早年物資不足，信眾會合組「會社」合資買供品:28。
此外從1975年開始，每隔數年會到南廠保安宮過爐:28、76。而保安宮在1984年、1990年與2002年曾舉辦過王醮:28。

## 交陪境
- 灣裡南岩超峰寺（佛祖壇仔）：是由陣頭成員彼此間的互動發展成正式的交陪關係[1]:71。
- 灣裡同安宮：是由廟方成員與陣頭成員彼此間的互動發展成正式的交陪關係[1]:72、73。
- 灣裡萬元廟
- 南廠代天府保安宮
- 灣裡威靈堂